# اریک فلورس
اریک فلورس (انگلیسی: Erick Flores؛ زادهٔ ۳۰ آوریل ۱۹۸۹) بازیکن فوتبال اهل برزیل است.
از باشگاه‌هایی که در آن بازی کرده‌است می‌توان به باشگاه ورزشی فورتالزا و باشگاه فوتبال فلامینگو اشاره کرد.